# PdfTeX
pdfTeX är en variant av typsättningsspråket TeX som skapar filer i PDF-format i stället för DVI-format. Upphovsman är Hàn Thê Thành som skrev sin doktorsavhandling Micro-typographic extensions to the TeX typesetting system vid universitetet i Brno. Projektet vidareutvecklas dock numera av andra.
Förutom att det är praktiskt att kunna skapa PDF direkt utan att gå via något annat format så innehåller pdfTeX en del mikrotypografiska finurligheter hämtat från Hermann Zapfs hz-program. Metoden att bryta stycken -- som var revolutionerande redan i vanliga TeX (ca 1985) och i kommersiella mainstreamsammanhang fått efterföljare först i och med Adobe InDesign år 1998 -- kan om så önskas modifieras till att hänga ut tecken i marginalen (marginalkerning) för att ge en för ögat rakare marginal. Beroende på tillgängliga fonter så kan även teckenglyfernas bredd justeras inom vissa snäva ramar för att uppnå en jämn svärta utan onödigt stora ordmellanrum.
Andra skillnader mot TeX är inbyggt stöd för TrueType
samt fler bildformat jämfört med den vanligaste DVI-drivrutinen dvips -- PDF, JPEG, PNG och TIFF. Däremot saknas i princip stöd för EPS, förutom de väldigt enkla EPS-filer som skapas av MetaPost och purifyeps.